# Provincia de Cotabato
Cotabato (anteriormente, Cotabato del Norte) es una provincia de la región de Mindanao Central, en Filipinas. Según el censo de 2020, tiene una población de 1 490 618 habitantes.
Su capital es Kidapawan.

## División administrativa
Políticamente la provincia de Cotabato del Norte, de primera categoría, se divide en 1 ciudad, 17 municipios y 543 barrios.

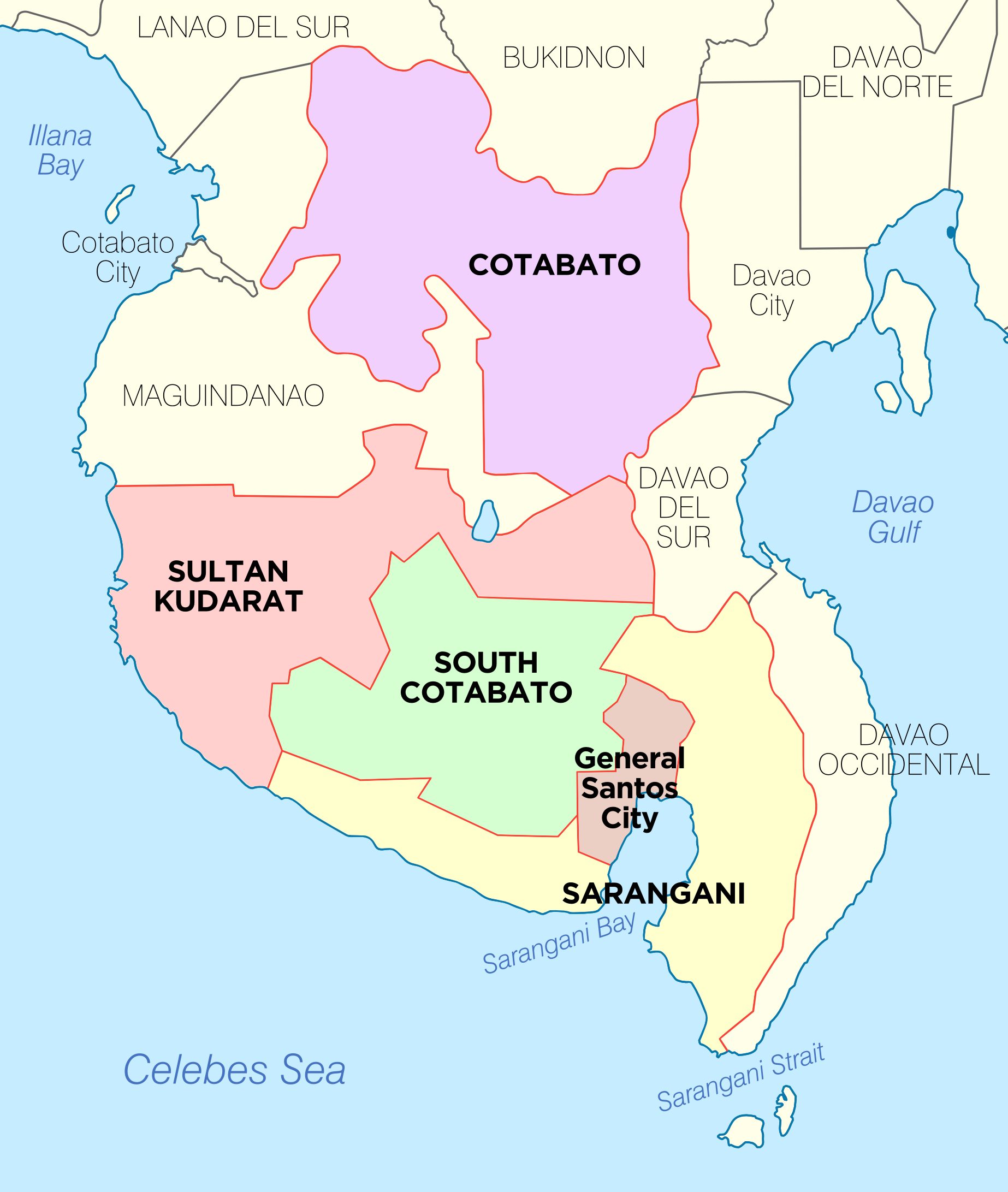
Región XII.

| Ciudad/Municipio         | N.º de Barangays | Población (2010) | Área (km²) | Código    |
| ------------------------ | ---------------- | ---------------- | ---------- | --------- |
| Alamada                  | 17               | 56.813           | 787,50     | 124701000 |
| Carmen                   | 28               | 82.469           | 1.110,43   | 124702000 |
| Cabacán (Kabacán)        | 24               | 81.282           | 448,09     | 124703000 |
| Kidapawan                | 40               | 125.447          | 358,47     | 124704000 |
| Libungán                 | 20               | 45.295           | 172,50     | 124705000 |
| Magpet                   | 32               | 45.183           | 755,36     | 124706000 |
| Makilala                 | 38               | 77.508           | 343,57     | 124707000 |
| Matalam                  | 34               | 74.034           | 476,00     | 124708000 |
| Midsayap                 | 57               | 134.170          | 290,42     | 124709000 |
| M´Lang                   | 37               | 87.749           | 312,13     | 124710000 |
| Pigcaguayán (Pigkawayan) | 40               | 59.975           | 340,11     | 124711000 |
| Pikit                    | 42               | 113.014          | 604,61     | 124712000 |
| Presidente Roxas         | 25               | 44.229           | 618,25     | 124713000 |
| Tulunán                  | 29               | 54.884           | 343,08     | 124714000 |
| Antipas                  | 13               | 25.242           | 552,50     | 124715000 |
| Banisilán                | 20               | 39.914           | 577,22     | 124716000 |
| Aleosán                  | 19               | 35.746           | 225,44     | 124717000 |
| Arakán                   | 28               | 43.554           | 693,22     | 124718000 |

## Historia
El nombre de la provincia es derivado de la frase maguindanao kuta wato, que significa "fuerte de roca", refiriendo a la fortaleza de roca del sultán Muhammad Dipatuan Kudarat en la ciudad de Cotabato. El Islam se introdujo a esta parte del país por Mohammed Kabungsuwan en el siglo XV.

### Influencia española
Este territorio fue parte del Imperio español en Asia y Oceanía (1520-1898).
Hacia 1696 el capitán Rodríguez de Figueroa obtiene del gobierno español el derecho exclusivo de colonizar Mindanao.
El 1 de febrero de este año parte de Iloílo alcanzando la desembocadura del río Grande de Mindanao, en lo que hoy se conoce como la ciudad de Cotabato.
Con el propósito de frenar las correrías de los piratas moros los "conquistadores" españoles partiendo de la base de Cotabato y navegando por el río Grande y llegaron hasta Pikit. Hoy en día se conservanrsetos de esta fortaleza de Pikit.

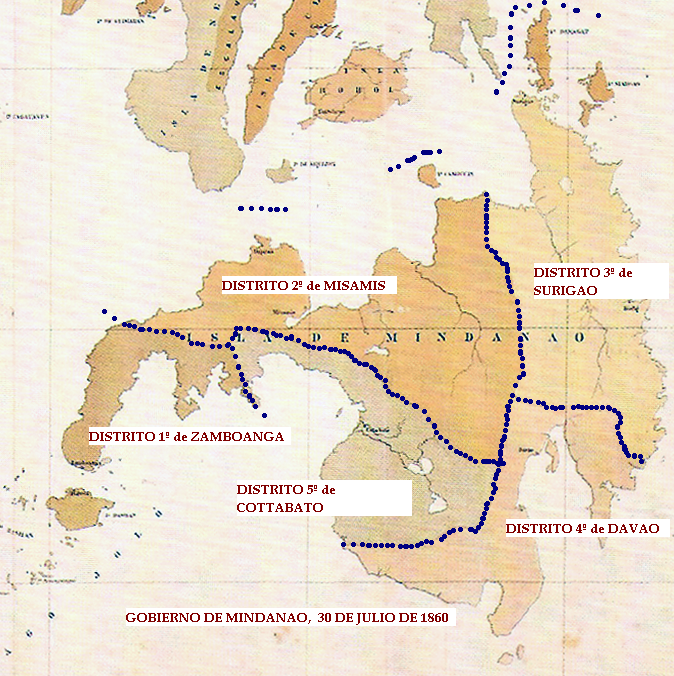
Gobierno de Mindanao: Los 5 Distritos creados por Real Decreto de 30 de julio de 1860.

El Distrito 5º de Cottabato, cuya capital era el pueblo de Cotabatocomprendía la comandancia de Polloc.

### Ocupación estadounidense
Durante la Ocupación estadounidense de Filipinas fue creada la provincia del Moro (1903-1914) que ocupaba los actuales territorios de Zamboanga, Lanao, Cotabato, Dávao y Joló.

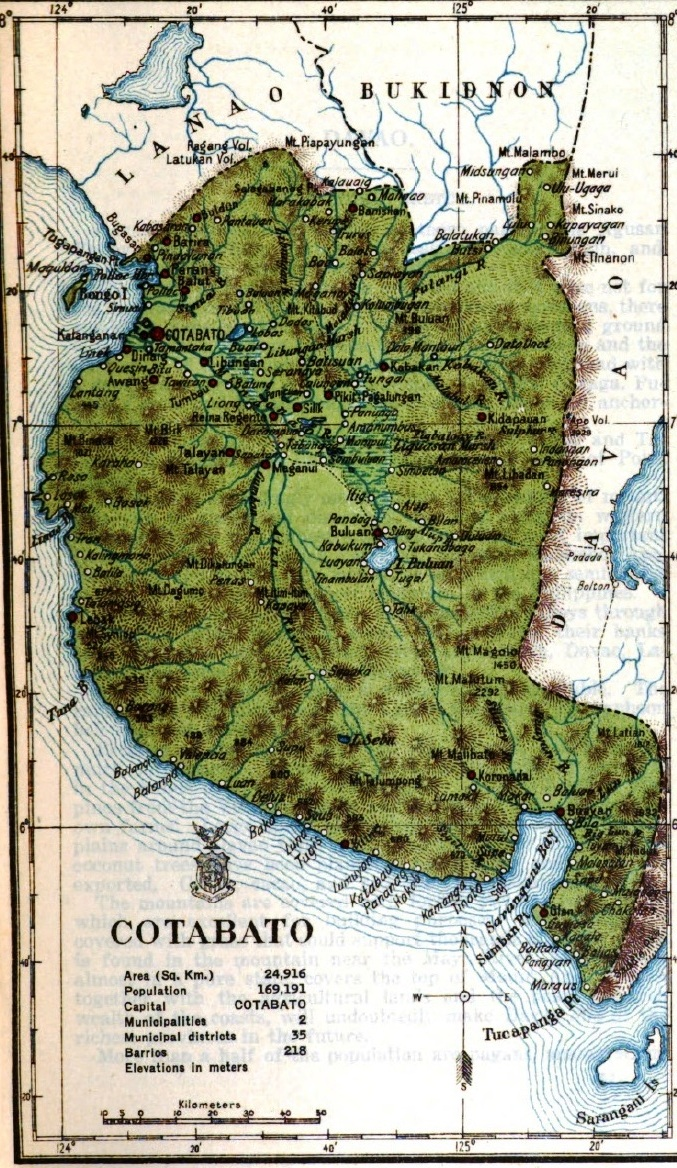
La provincia de Cotabato antes de su partición.

En la Guerra filipino-estadounidense los moros del Datu  Ali Alamada resisten en Midsayap teniendo que acudir el general Leonard Wood  para dirigir personalmente el asalto. Tras la caída de la fortaleza se desarrolla una guerra de guerrillas.
El 17 de junio de  1913, a instancias de Sergio Osmeña,  llegan a Pikit pobladores cristianos  en su mayoría procedentes de la provincia de Cebú.
Los gastos del "colono", incluyendo su traslado a la "tierra prometida",  eran sufragados por el gobierno de la Mancomunidad Filipina bajo la supervisión del superintendente Máximo Abad.
Se repatieron seis lotes y los colonos fueron ampliando su asentamiento hasta Midsayap al oeste  y Kidapawan al este.
Otros asentamientos se organizaron más tarde en lo que hoy es General Santos, Marbel, Kiamba, Tupi, Bañga y lugares vecinos.
La mayoría de los colonos vinieron de Luzón a cargo de la Administración Nacional de Colonización (NLSA) y la Corporación de Solución de Tierras (LASEDECO).
Después de 1914, y hasta 1920, la provincia fue reemplazado por el Departamento de Mindanao y Joló (Department of Mindanao and Sulu), organismo colonial estadounidense que abarcó toda la isla de Mindanao, excepto Lanao.
Su política tenía como objetivo convencer a los musulmanes de la sinceridad del gobierno estadounidense en el país para así establecer la paz y el orden mediante la implantación del autogobierno.
Antes del estallido de la Segunda Guerra Mundial la provincia de Cotabato tenían solo tres municipios: Cotabato, Dulawan (más tarde llamado Datu Piang, en honor a Amai Mingka, el padre del gobernador y el congresista Gumbay Ugalingan Piang Piang) y Midsayap. Los municipios de Dulawan y Midsayap fueron creados al mismo tiempo, el 25 de noviembre de 1936. Su primer gobernador civil data del año 1941.

### Ocupación nipona
Durante la Segunda República filipina, que forma parte de la Esfera de Coprosperidad de la Gran Asia Oriental, esta provincia sufre atrocidades y destrucción por parte de las Fuerzas Imperiales Japonesas.

### Independencia
Siendo Cotabato una de las provincias de mayor extensión superficial, solamente contaba con un solo municipio, creado el 1 de septiembre de 1914 y convertido en ciudad en 1959.
El 18 de agosto de 1947 los términos municipales de Lebak y Salamán que formaban parte de los municipios de Kiamba y de Dinag, respectivamente, quedan organizados en un municipio independiente bajo el nombre de Lebak, con la sede del gobierno en el site de Kalamansig.
El 29 de diciembre de 1961, por recomendación de la Junta Provincial de Cotabato se crea en la provincia de Cotabato un municipio a ser conocido como Kalamansig que constará de los siguientes barrios y sitios de los municipios de Lebak y Palimbang, de la misma provincia.
- De Lebak, 20: Kalamansig, Lun, Pitas, Dansalang, Pigtitiguinas, Madu, Puerto Lebak, Linek, Santa Clara, Sibayor,  Nalilidán, Bosaguán,  Calubcub, Camp III, Posal, Limbato, Limután, Simsimán, Cádiz y Tipudis.
- De Palimbang, 8: Sangay, Mat, Danaguán, Pasil, Basiguag, Narra y Kulamán del Norte.

EL 22 de noviembre de 1973 fue creada la provincia de Cotabato del Sur y el resto se dividen en tres provincias de distrito, a saber: Cotabato del Norte, Maguindanao y Sultan Kudarat.

"...Considerando que, la provincia de Cotabato es una de las más grandes y ricas de las Filipinas;..."

"...Sección 1. La provincia de Cotabato se divide en tres provincias para ser conocidas como Cotabato del Norte, Maguindanao y Sultan Kudarat..."

"...Sección 2. La provincia de Cotabato del Norte será la que se parte de la actual provincia de Cotabato que está compuesta por los municipios de Pigcawayan, Libungan, Alamada, Midsayap, Kabacan, Carmen, Matalam, M'lang, Tulunan, Makilala, Presidente Roxas, Magpet, Kidapawan y Pikit..."
PRESIDENTIAL DECREE No. 341

La capital designada entonces fue Kidapawan.
Tras el Acuerdo de Trípoli de 1976 las pasan a formar parte del gobierno autónomo para la XII Región. 
El 14 de octubre de 1980, los barrios de Antipas, Camután, Dolores, Kiyab, Luhong, Magsaysay, Malangag, Malatab y Nueva Pontevedra, quedan separados del municipio de Matalam para formar el de Antipas, cuyo ayuntamiento se establece en el barrio del mismo nombre.
El 8 de febrero de 1982 fue creado el municipio de Banisilán segregado del término de Carmen los siguientes barrios: Kalawaeg, Gastao, Paradise, Malinao, Camalig, Pinamulaan, Pantar, Busaon, Tinimbacan, Nalagap, Salama and Banisilán (Población) en la provincia de Cotabato del Norte.
El 19 de diciembre de 1983 fue eliminada de la palabra "Norte".
En 1989 tras un plebiscito para determinar la extensión de la Región Autónoma del Mindanao Musulmán (RAMM), Cotabato abandona en ente autónomo rechazando su inclusión.
El 30 de agosto de 1991 fue creado el municipio de Arakán segregado del término de Magpet los siguientes barrios: Allab, Anapolan, Badiangon, Binongan, Doroluman, Ganatan, Greenfield, Kabalantian, Katipunan, Santo Niño, Makalangot, Malibatuan, Maria Caridad, Meocan, Naje, Napalico, Salasang y Tumanding, en la provincia de Cotabato del Norte.

## Idiomas
El cebuano y el ilongo, ambas lenguas bisayas, son los idiomas más hablados en la provincia. También se hablan maguindanao e ilocano.